# Edificio Juncal
Das Edificio Juncal ist ein Bauwerk in der uruguayischen Landeshauptstadt Montevideo.
Das in den Jahren 1936 bis 1939 für die Brüder Araújo errichtete Gebäude befindet sich in der Ciudad Vieja an der Calle Juncal 1414, angrenzend an die Straßen Paraná und Rincón. Das Gebäude, das ursprünglich als Edificio Araújo bezeichnet wurde, entstand aufgrund des Entwurfs der Architekten Julio Vilamajó und Pedro Carve. Es ist als Wohnappartement-, Büro- und Geschäftshaus konzipiert. Im Erdgeschoss des mit einer Tiefgarage ausgestatteten Gebäudes befinden sich Geschäftsräumlichkeiten, während zwei Etagen des Edificio Juncal Büroräume beherbergen. Die übrige Nutzung besteht aus Appartements zu Wohnzwecken.
Seit 1989 ist das Gebäude als Monumento Histórico Nacional klassifiziert.